# 산 판크라치오

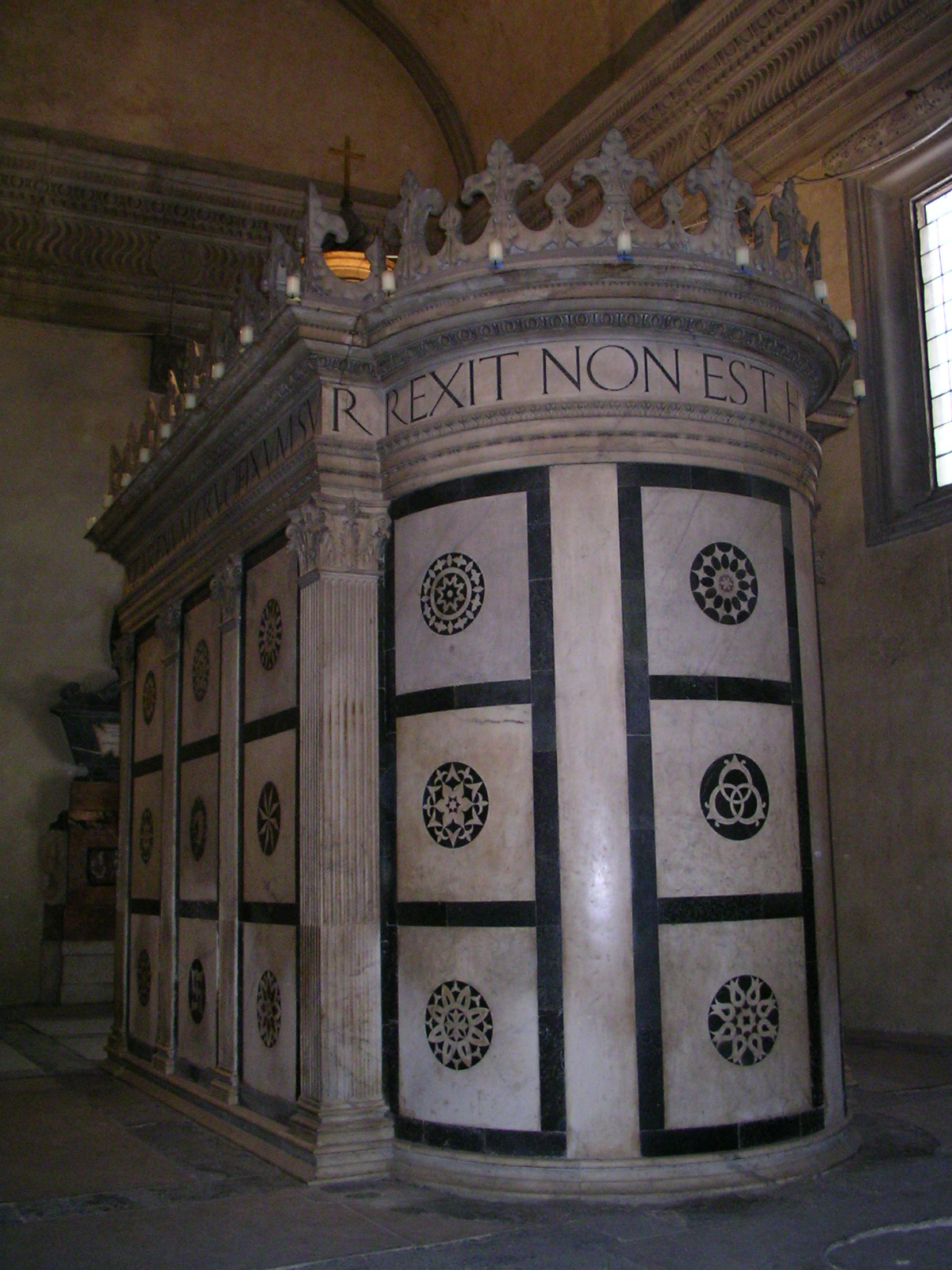
루첼라이 무덤

산 판크라치오(San Pancrazio)는 이탈리아 피렌체에 있는 교회당으로, 루첼라이 궁전 뒤쪽의 산 판크라치오 광장에 위치했다. 루첼라이 예배당을 제외하면, 건물 그 자체는 세속적 목적으로 쓰이고 있고 조각가 마리노 마리니의 박물관이 들어서 있다. 루첼라이 예배당은 루첼라이 무덤이 위치해 있다. 2013년 2월 이래로 마리니 박물관 내부를 통해 루첼라이 예배당을 방문하는 것이 가능하다.

## 초기 역사
산 판크라치오는 초기 기독교 시대 때 지어졌고, 931년부터 기록되었는데 역사가 조반니 빌라니에 따르면, 샤를마뉴에 의해 건설되었다고 한다. 인접한 곳에 있던 발롬브로사 수도회의 수도원은 1157년에 만들어졌다가 1808년에 철거됐다. 산 판크라치오는 14세기부터 개보수 및 확장이 이뤄졌다. 회랑에는 네리 디 비키가 그린 프레스코화를 소장하고 있다.

### 루첼라이 예배당
조반니 디 파올로 루첼라이는 레온 바티스타 알베르티에게 이 교회당 내 있는 가문 예배당에 자신의 무덤을 지어달라 의뢰하였다. 조르조 바사리는 1568년에 다음과 같은 글을 남겼다:
마찬가지로 루첼라이 가문을 위해 레온 바티스타 (알베르티)는 교회당의 벽 사이로 원주 두 개와 벽기둥 두 개가 놓여있는 넓은 아키트레이브에 의해 떠받쳐지고 있는 산 판크라치오 내부에 같은 방식 (원주가 떠받치고 있는 아키트레이브)으로 작업을 하였는데, 이 작업은 매우 난도가 있으나 안전하였다. 따라서 바티스타의 이 작업은 그가 한 작업 중에 일품으로 뽑힌다. 이 예배당 중앙부에는 타원 및 직사각형 형태로 잘 만들어진 대리석 무덤이 존재하는데, 그곳에 적혀있듯이 예루살렘에 있는 예수 그리스도의 무덤과 유사하다.

루첼라이 예배당 그리고 예배당 내부의 무덤 등 알베르티의 작업은 1458년경에 시작되었을 것이고, 예배당의 기원은 산 판크라치오의 신랑 벽이 지어진 1417년으로 올라간다. 루첼라이 무덤 입구 위에 글귀에 따르면, 무덤은 1467년에 완공됐다고 한다. 무덤은 예루살렘에 있는 아나스타시아 성묘교회의 성묘를 기반으로 하고 있다. 외부는 대리석 인타시어로 장식되어 있으며, 내부에는 조반니 루첼라이와 루첼라이 가문원들의 무덤이 있고 내부의 프레스코는 알레소 발도비네티가 담당했다.

## 후대 역사
산 판크라치오는 18세기와 19세기에 용도가 변경되었다. 1808년부터, 복권 판매소로 쓰이다가, 재판소, 그 다음에는 담배 공장으로 쓰이고 있다.

## 참조
1. ↑  Per i medesimi Rucellai in questa stessa maniera fece Leon Batista in San Brancazio una cappella, che si regge sopra gl’architravi grandi, posati sopra due colonne, e due pilastri; forando sotto il muro della chiesa, che è cosa difficile ma sicura. Onde questa opera è delle migliori, che facesse questo architetto. Nel mezo di questa cappella è un sepolcro di marmo molto ben fatto, in forma ovale, & bislungo, simile, come in esso si legge, al sepolcro di Gesù Cristo in Gierusalem.

## 추가 참조 서적
- 《Toscana Esclusiva XII edizione》. Associazione Dimore Storiche Italiane. 2007.